# 1989 у літературі

## Нагороди
- Букерівська премія: Кадзуо Ісігуро, «Залишок дня»
- Премія Неб'юла за найкращий роман: Елізабет Скарборо, «The Healer's War»
- Премія Неб'юла за найкращу повість: Лоїс МакМастер Буджолд, «Гори скорботи» (The Mountains of Mourning)
- Премія Неб'юла за найкраще оповідання: Джеффрі Лендіс, «Брижі у Морі Дірака» (Ripples in the Dirac Sea)

## Померли
- 19 квітня — Дафна Дюмор'є, письменниця
- 2 травня — Веніамін Каверін, російський радянський письменник (народився в 1902).
- 16 липня — Ніколас Гільєн, кубинський поет (народився в 1902).
- 4 вересня — Жорж Сіменон, автор Мегре.
- 20 листопада — Леонардо Шаша, італійський письменник (народився в 1921).
- 25 грудня — Артур Джеймс Сеймур,  гаянський поет, есеїст, мемуарист (народився у 1914).

## Нові книжки
- Гіперіон — науково-фантастичний роман американського письменника Дена Сіммонса. Перша книга тетралогії «Пісні Гіперіона».
- Генерал у своєму лабіринті (El general en su laberinto) — роман колумбійського письменника і Нобелівського лауреата Ґабрієля Ґарсія Маркеса.
- Лицар Тіней — роман американського письменника Роджера Желязни, четверта книга з другого п'ятикнижжя циклу романів «Хроніки Амбера»
- Мороз і полум'я — збірка оповідань і повістей американського письменника Роджера Желязни.